# رادک ویتک
رادک ویتک (انگلیسی: Radek Vítek؛ زادهٔ ۲۴ اکتبر ۲۰۰۳) بازیکن فوتبال اهل جمهوری چک است که در حال حاضر از ژانویه ۲۰۲۴ به صورت قرضی از منچستر یونایتد برای باشگاه فوتبال آکرینگتون استنلی بازی می‌کند. 
از باشگاه‌هایی که در آن بازی کرده‌است می‌توان به باشگاه فوتبال آکرینگتون استنلی اشاره کرد.
وی همچنین در تیم‌های ملی فوتبال زیر ۱۵، زیر ۱۷ و زیر ۲۰ سال جمهوری چک بازی کرده‌است.

## دوران باشگاهی
در ۱ ژوئیه ۲۰۲۰، ویتک از سیگما اولوموتس در سرزمین مادری خود به منچستریونایتد پیوست.
در ۲۵ ژانویه ۲۰۲۴، ویتک به صورت قرضی تا پایان فصل آکرینگتون استنلی پیوست. در ۲۷ ژانویه ۲۰۲۴ او اولین بازی خود در لیگ فوتبال را با شروع برابر فارست گرین روورز انجام داد و در پیروزی ۱–۰ دروازه خود را بسته نگه داشت.